# Tanganyika
Tanganyika är en av de två delarna i unionsstaten Tanzania. Den andra är Zanzibar.
Tanganyika (ibland Tanganjika) är också namnet på ett tidigare brittiskt mandatområde som fick sitt namn efter Tanganyikasjön. Tanganyika var från  1885 del av en tysk koloni (Tyska Östafrika) men den togs över av Storbritannien efter Tysklands förlust i första världskriget, och blev mandatområdet Tanganyikaterritoriet. Denna blev självständig från brittisk administration den 9 december 1961 och bildade tillsammans med Zanzibar (självständigt 12 januari 1964) staten Tanzania (26 april 1964).

### Fotnoter
1. ↑  ”World Statesmen”. http://www.worldstatesmen.org/Tanzania.html. Läst 5 juli 2011.